# كوفيا قلمنتية
كوفيا قلمنتية (الاسم العلمي: Cuphea acinos) هي نوع نباتي يتبع جنس الكوفيا من الفصيلة الخثرية.  